# Frändefors kyrka
Frändefors kyrka är en kyrkobyggnad som tillhör Frändefors församling i Karlstads stift. Kyrkan ligger centralt i samhället Frändefors intill Frändeforsån och E45. Nuvarande kyrka, som uppfördes åren 1797-1800, är den tredje i ordningen.

## Tidigare kyrkobyggnad
Enligt uppgift har en äldre träkyrka legat norr om Frändeforsån där även en tidigare prästgård har legat.
Nuvarande stenkyrka föregicks av en äldre, sannolikt medeltida, tegelkyrka som låg omkring 30 meter längre åt öster. Storlek och ålder på denna kyrkobyggnad är inte närmare känd. Vid en ombyggnad 1667 tillkom ett tresidigt kor i öster. 1706 förlängdes kyrkan åt väster då ett ansenligt kyrktorn uppfördes. 1741 försågs kyrkorummet med ett plant innertak av trä, som pryddes med målningar av Hans Georg Schüffner. Vid kyrkan fanns en murad sakristia av okänd ålder vilken omnämns vid mitten av 1700-talet. Vid slutet av 1700-talet var kyrkan så kraftigt förfallen att man beslöt sig för att riva den och bygga en ny.

## Nuvarande kyrkobyggnad
Nuvarande enskeppiga salkyrka uppfördes 1797-1800 efter ritningar av arkitekt Thure Wennberg. En pådrivande kraft till kyrkbygget var dåvarande kyrkoherden och prosten Johan Gustaf Stenberg som ledde och övervakade byggnadsarbetena. Kyrkobyggnaden har en stomme av gråsten och består av rektangulärt långhus med tresidigt kor i öster och kyrktorn i väster. Öster om koret finns en vidbyggd sakristia. Samtliga byggnadskroppar är murade av gråsten och är belagda med puts, invändigt såväl som utvändigt. En ingång finns i väster genom tornet och ännu en ingång finns mitt på södra långsidan. Ingången vid södra sidan är något infälld i murlivet. Långhuset och sakristian har valmade mansardtak täckta med skiffer. Även om kyrkans yttre är typisk för det tidiga 1800-talets kyrkobyggande, har flera förändringar företagits. Fönsteröppningarna, som är stora och rundbågiga, fick sin nuvarande form 1872. Tornhuvens lanternin är i sin nuvarande form resultatet av en ombyggnad 1852. Lanterninen är klädd med brunmålad stående panel och kröns med ett kors på kula.
Kyrkorummet är ljust och har innerväggar som kröns av en profilerad taklist och ett ljusblått tunnvalv av trä. I långhusets västra del finns en läktare med framskjutet mittparti som är uppburen av åtta kolonner på höga postament. Under läktaren finns inrymt toalett och kapprum mot norr samt brudkammare mot söder. Koret i öster ligger två steg högre än övriga kyrkorummet. Interiörens strama klassicism förstärks av altaruppsats och predikstol, tillkomna under slutet av 1820-talet.

## Inventarier

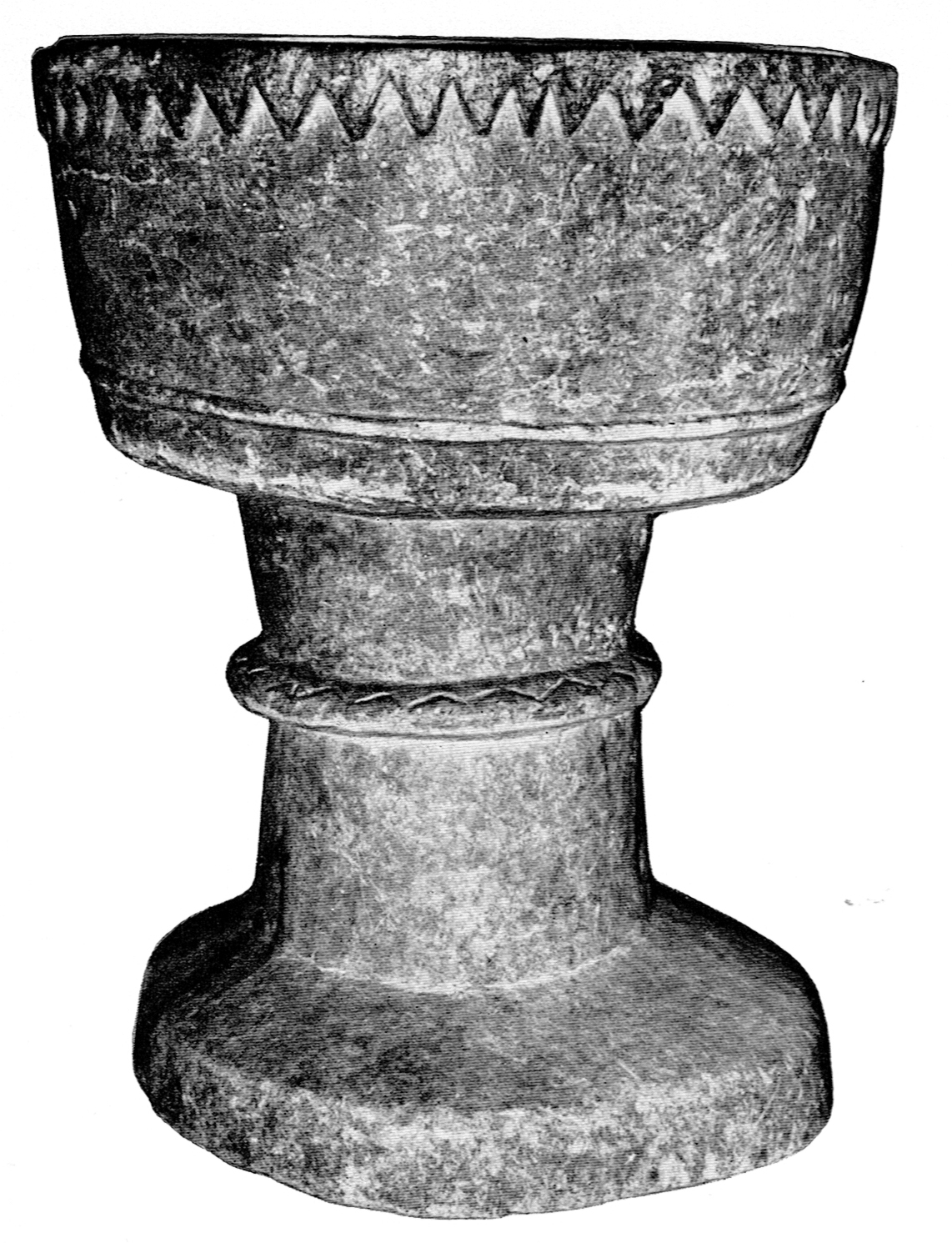
Den medeltida dopfunten.

- Dopfunt av täljsten från 1200-talet. Höjd 81 cm i två delar. Cuppan har upptill ornamentik i form av en bård i spetsfliksmönster. Strax ovanför nederkanten finns en enkel rundstav. Foten har en smal vulst med zig-zag ornament. Uttömningshål åt ena sidan. Skador finns genom åverkan och även sprickbildning, som har lagats.[1]
- Predikstol och altaruppsats sattes upp 1829 efter ritningar av arkitekt Jacob Wilhelm Gerss.
- Altartavlan är en oljemålning av konstnären Per Krafft den yngre och har motivet Kristi uppståndelse. Tavlan skänktes 1818 till kyrkan av Herlog Stenberg i Bolstad som var son till kyrkans tillskyndare prosten Johan Gustaf Stenberg.

### Orglar
- 1855 byggde Johan Nikolaus Söderling, Göteborg en orgel med 14 stämmor, en manual och pedal. Orgeln såldes 1952 för 2 000 kronor.
- 1921/1922 byggde E F Walcker & Co, Ludwigsburg, Tyskland en orgel med 23 stämmor, två manualer och pedal. Uppmonterades av Josef Wolmer bakom 1855 års fasad.
- År 1986 återanskaffades originalorgeln från 1855 för 6 000 kronor, den återfanns nedmonterad i en lada. Orgeln renoverades av John Grönvall Orgelbyggeri, Lilla Edet. Antalet stämmor ändrades från 14 till 21. Orgeln intonerades av Herwin Troje, Mölndal. Orgeln är mekanisk. Stora delar av orgeln och klassicerande fasaden är från 1855 års orgel.

| Huvudverk I    | Öververk II       | Pedal        | Koppel |
| Borduna 16´    | Rörflöjt 8´       | Subbas 16´   | I/P    |
| Principal 8´   | Vox Retusa 8´     | Principal 8´ |        |
| Gedackt 8´ B/D | Viola di Gamba 8´ | Qvinta 6´    |        |
| Fugara 8´ D    | Principal 4'      | Octava 4´    |        |
| Octava 4'      | Flöjt 4'          | Basun 16'    |        |
| Täckflöjt 4'   | Flauto piccolo 2' |              |        |
| Qvinta 3'      | Dolcian 8'        |              |        |
| Octava 2'      |                   |              |        |
| Trumpet 8'     |                   |              |        |

#### Kororgel
- Vid korets södra vägg står kororgeln byggd 1979 av Lindegren Orgelbyggeri AB, Göteborg. Orgeln är mekanisk och har ett tonomfång på 56/30. Den flyttades hit 1986 från Åmåls kyrka. Den har öppna pipor och omålat trä.

| Manual            | Pedal      | Koppel  |
| Gedackt 8´        | Subbas 16' | Man/Ped |
| Principal 4'      |            |         |
| Täckflöjt 4'      |            |         |
| Valdflöjt 2'      |            |         |
| Mixtur 3 kor      |            |         |
| Crescendosvällare |            |         |

## Omgivning
200 meter söder om kyrkan ligger prästgården med en mangårdsbyggnad från 1901. Söder om kyrkan ligger ett vitputsat bårhus från 1950-talet. En rödfärgad ekonomi- och personalbyggnad är från 1980-talet. Vid kyrkogårdens norra sida ligger en förrådsbyggnad från 1929.